# Mikołaj (Adoratski)
Mikołaj, imię świeckie Piotr Stiepanowicz Adoratski (ur. 3 września?/15 września 1849 w Kazaniu, zm. 1896) – rosyjski biskup prawosławny. 

## Życiorys
Był synem prawosławnego protoprezbitera. Ukończył Kazańską Akademię Duchowną, uzyskując w niej tytuł kandydata nauk teologicznych. W roku uzyskania dyplomu, 2 grudnia 1874, został zatrudniony jako psalmista w cerkwi przy ambasadzie rosyjskiej w Wiedniu. Był już wówczas mężczyzną żonatym. Jego żona zmarła w 1876. Cztery lata później wrócił do rodzinnego Kazania; rok później został członkiem rosyjskiej misji prawosławnej w Chinach. 
10 stycznia 1882 złożył wieczyste śluby mnisze, 24 stycznia został wyświęcony na hierodiakona, zaś cztery dni później – na hieromnicha. W Chinach przebywał do 1886, gdy wrócił do Rosji i został nadzorcą szkoły duchownej w Chersoniu. W roku następnym został rektorem seminarium duchownego w Stawropolu. 25 października tegoż roku otrzymał godność archimandryty. W 1888 obronił dysertację magisterską, którą poświęcił historii rosyjskiej misji prawosławnej w Chinach. Przekładał teksty liturgiczne na język chiński. 
11 marca 1890 w Petersburgu odbyła się jego chirotonia na biskupa nowomyrhorodzkiego, wikariusza eparchii chersońskiej. Po roku został przeniesiony na katedrę Aleutów i Alaski, jednak już po trzech miesiącach Świątobliwy Synod Rządzący mianował go biskupem bałckim, wikariuszem eparchii podolskiej. Prowadził ascetyczny tryb życia, cieszył się szacunkiem wiernych. W 1895 przeniesiony po raz kolejny, na katedrę orenburską. Urząd ten sprawował przez rok, do swojej śmierci.